# Eucorethra underwoodi
Eucorethra underwoodi (лат.) — вид двукрылых из семейства Chaoboridae, выделяемый в монотипический род Eucorethra.

## История описания
В журнале Science 7 августа 1903 году американский исследователь Уильям Андервуд опубликовал статью об особенностях биологии собранного им комара из семейства Chaoboridae. В этой статье было указано, что образцы были посланы Даниелю Кокилету и Кокилет назвал этот вид в его честь Eucorethra underwoodi. Однако статья Кокилета с описанием этого вида вышла только 3 октября 1903 года. Этот вид был описан американским диптерологом Оскаром Иоганзеном под названием Pelorempis americana, но его публикация вышла 11 августа 1903 года. В 1910 году Кокилет указал, что автором нового вида и рода Eucorethra является Андервуд.

## Внешнее строение
Крупные комары длиной 9-10 мм. Наличник намного длиннее, чем у других видов. Его длина почти равна высоте головы. Мембрана крыла покрыта тёмными микротрихиями. Все жилки, кроме поперечных и концевой части анальной жилки имеют чешуйки. Длина личинки 14-16 мм. Голова широкая. Усики длинные широко расставлены. Куколка длиной 11-14 мм.

## Биология
Личинки обитают в небольших постоянных затенённых водоёмах. Личинки питаются взрослыми насекомыми упавшими на поверхность воды

## Распространение
Вид встречается в США (от Аляски до Калифорнии и Нью-Мексико на юге и штата Нью-Йорк на востоке) и Канаде (Квебек)